# Bob Beemer (Footballspieler)
Robert Lester Beemer (* 14. Mai 1963 in Jackson, Michigan) ist ein ehemaliger US-amerikanischer American-Football-Spieler und -Trainer. Er spielte eine Saison auf der Position des Defensive Ends für die Detroit Lions in der National Football League (NFL).

## College
Nach dem Beemer 1980 und 1981 an der Concord High School zum All-State-Spieler gewählt wurde, wurde er für College Football rekrutiert. Beemer spielte von 1982 bis 1985 College Football an der University of Toledo für die Toledo Rockets. Dort konnte er 270 Tackles setzen, davon 73 für Raumverlust, die Meisten in der Teamgeschichte. Als Sophomore startete er in allen elf Spielen, wobei er 96 Tackles erzielen konnte, davon 13 für Raumverlust. Zudem erzwang er zwei Fumble und eroberte drei. Während seiner Junior-Saison verpasste er verletzungsbedingt jedoch einige Spielzeit. Dennoch gelangen ihm 14 Tackle für Raumverlust, wofür er ins Second-team All-MAC gewählt wurde. Als Senior erzielte er 15 Tackles für Raumverlust. Dafür wurde er erstmals ins first-team All-MAC gewählt. Zudem erzielte er den Schulrekord für die meisten Sacks in einer Saison (13). 2010 wurde Beemer in die Ruhmeshalle der University of Toledo aufgenommen.

## NFL
Zur Saison 1987 verpflichteten die Detroit Lions Beemer. Er kam in zwei Spielen zum Einsatz. Er war dabei Teil der Spieler, die als sogenannte Replacement player vom 4. bis 6. Spieltag während der Spielerstreiks die regulären Spieler ersetzten. Im Februar 1988 wurde er jedoch als Free Agent von den Lions wiederverpflichtet. Am 11. August 1988 wurde er von den Lions entlassen.

## Trainerkarriere
Von 1990 bis 1993 und von 1997 bis 2004 war Beemer Head Coach der Footballmannschaft der Evergreen High School.